# Bernd Wittenburg
Bernd Wittenburg (* 1. April 1950 in Neukloster) ist ein ehemaliger deutscher Boxer aus der DDR im Mittelgewicht. Er war unter anderem Teilnehmer der Olympischen Spiele 1976 (Platz 9).

## Boxkarriere
Wittenburg begann mit dem Boxsport bei der SG Dynamo Wismar unter Friedrich von Thien. Aufgrund seiner Leistungen wurde er später zum SC Dynamo Berlin delegiert, wo er von Horst Gülle trainiert wurde. 1972 wurde er mit einem Finalsieg gegen Hans-Joachim Brauske erstmals DDR-Meister bei den Erwachsenen und wiederholte den Titelgewinn in den Jahren 1973, 1974, 1975 und 1976. 1976 gewann er zudem mit einem Finalsieg gegen Herbert Bauch auch das Turnier des Chemiepokals in Halle (Saale).
Bei der ersten Weltmeisterschaft 1974 in Havanna gewann er nach einer Niederlage im Halbfinale gegen Rufat Riskijew eine Bronzemedaille und startete bei der Europameisterschaft 1975 in Katowice, wo er erst im Finalkampf knapp mit 2:3 gegen Wjatscheslaw Lemeschew verlor. Als Vize-Europameister nahm er dann an den Olympischen Spielen 1976 in Montreal teil und schlug in der Vorrunde Bryan Gibson, ehe er im Achtelfinale gegen Luis Martínez ausschied. Bei der Europameisterschaft 1977 in Halle (Saale) wurde er nach einer Finalniederlage gegen Leonid Schaposchnikow erneut Vize-Europameister.
Bei der DDR-Meisterschaft 1977 trat er im Halbschwergewicht an und verlor im Finale gegen Ottomar Sachse.

## Nach dem Boxen
Bernd Wittenburg betreibt die Pension und den Zeltplatz „Ostseewind“  in Dranske auf der Insel Rügen.